# Ефим Волков
Ефим Ефимович Волков (на руски: Ефи́м Ефи́мович Во́лков), роден на 23 март /4 април, стар стил/ 1844 в Санкт Петербург, починал на 17 февруари 1920 в Петроград, е руски живописец-пейзажист, член на Передвижниците – Обществото на подвижните изложби (Товарищества передвижных художественных выставок) от 1879 г., действителен член от 1895 и академик от 1899 г. в Имперската художествена академия.

## Биография
Ефим Ефимович Волков, живописец-пейзажист е роден в Петербург през 1844 г. Художественото си образование получава в Имперската художествена академия и го завършва с усърдно рисуване на етюди от натура. През 1870 получава от Академията званието „извънкласен художник“ за картината, която представя на изложбата през 1870 г. „Пейзаж от околностите на Петербург“.

## Обществото на подвижните изложби
През 1878 г. влиза в Обществото на подвижните изложби и оттогава ежегодно излага в неговите изложби свои картини, като има репутацията на един от най-добрите художници на руската, в частност на северната Природа.

## Значими творби
Особено внимание заслужават творбите му: „Пролет в гората“ (1878), „Мочурище“ (1879), „Горска пътека през есента“ (1880), „Гората край блатото“ (1881), „На зазоряване“ (1882), „Тихият ден“ (1882), „Ранен сняг“ (1883), „Горски ручей“ (1885) и други.
Творбите на Волков се намират в Третяковската галерия („Блато през есента“, „Ранен сняг“, „Есен“) и в Руския музей („Над реката“).
Умира в Петроград през 1920 г.
Адрес в Санкт Петербург от 1885 до 1904 „Дом Елисеева“, Волховский переулок, 2, квартира 26.